# Marcos Parente
Marcos Parente este un oraș în Piauí (PI), Brazilia.